# Kevin McKenna
Kevin James McKenna (Calgary, 21 de janeiro de 1980) é um ex-futebolista canadense, que atuava como defensor.

## Carreira
McKenna se profissionalizou no Energie Cottbus.

## Seleção
McKenna integrou a Seleção Canadense de Futebol na Copa das Confederações de 2001.

## Prêmios Individuais
Seleção Canadense
- Copa Ouro da CONCACAF: 2002 - BEST XI